# Raoul Chênevert
Raoul Chênevert est un architecte québécois né à Berthierville le 23 juin 1889 et mort le 4 mars 1951. Il œuvre sur des résidences privées et des projets institutionnels, dont l'édifice Honoré-Mercier, la Maison Gomin, un projet préliminaire non réalisé pour le Musée national des beaux-arts du Québec,  ainsi que plusieurs écoles de la Commission des écoles catholiques de Québec.

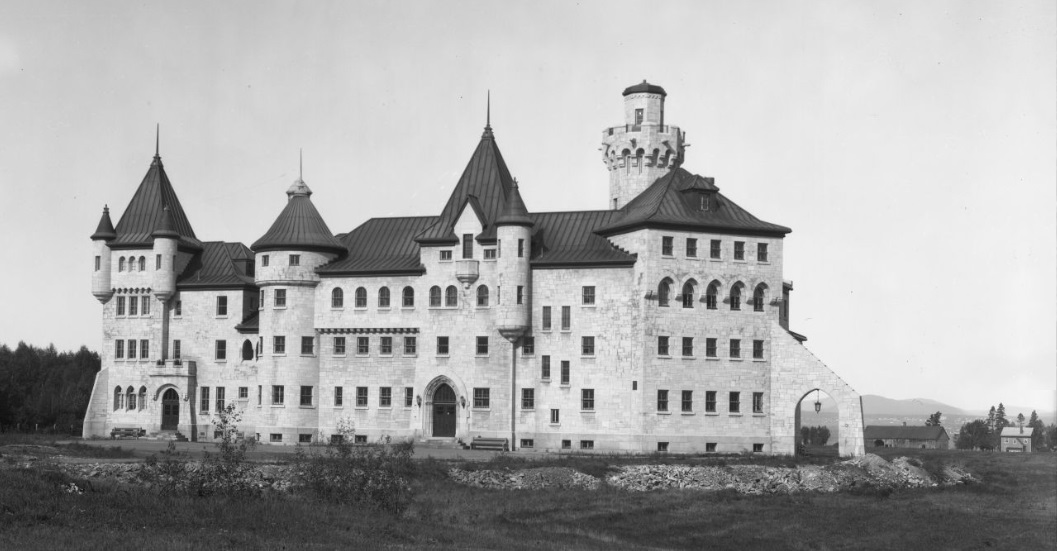
Prison des femmes, chemin Gomin, Sillery, 1936

## Notes et références

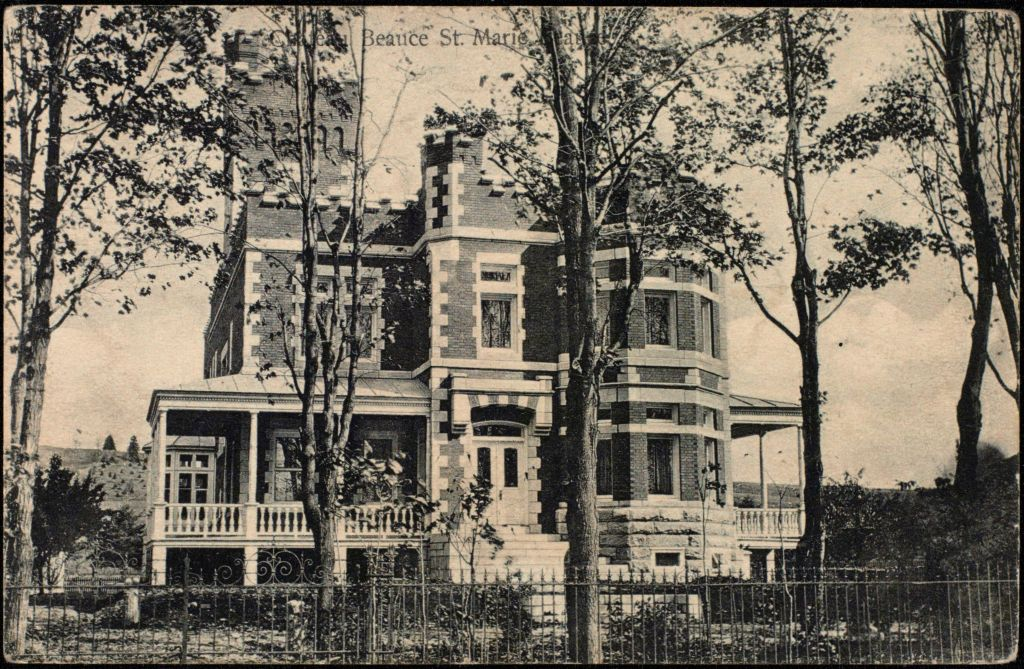
Château Beauce (1909)